# Aeroportul Tradewind
Aeroportul Tradewind (IATA: TDW, ICAO: KTDW, FAA LID: TDW) este un aeroport din Texas, Statele Unite ale Americii ce deservește zona Amarillo.
Situat la o altitudine de 1.112 m, aeroportul dispune de 2 piste.

## Infrastructură

### Piste
Aeroportul dispune de 2 piste. Pista 05/23 are suprafața de asfalt și dimensiunile 3.000 picioare × 60 picioare. Pista 17/35 are suprafața de asfalt și dimensiunile 5.098 picioare × 60 picioare. 